# Jah Knows Best
Jah Knows Best – dwudziesty siódmy album studyjny Sizzli, jamajskiego wykonawcy muzyki reggae i dancehall. 
Płyta została wydana 8 czerwca 2004 roku przez waszyngtońską wytwórnię RAS Records. Produkcją nagrań zajął się Phillip "Fatis" Burrell.
26 czerwca 2004 roku album osiągnął 8. miejsce w cotygodniowym zestawieniu najlepszych albumów reggae magazynu Billboard (ogółem był notowany na liście przez 5 tygodni).

## Lista utworów
1. "Jah Knows Best"
2. "Real People"
3. "Subterranean Homesick Blues"
4. "Rise Them Nature"
5. "You're Gonna Need My Love"
6. "You're Better Off"
7. "I Myself Know"
8. "Got It Going On"
9. "My Time Your Time"
10. "Move Up"
11. "You World Leaders"
12. "Jah Is Love"

## Twórcy

### Muzycy
- Sizzla – wokal
- Steve Golding – gitara rytmiczna
- Mitchum "Khan" Chin – gitara
- Earl "Chinna" Smith – gitara
- Glen Brown – gitara basowa
- Donald "Bassie" Dennis – gitara basowa, instrumenty klawiszowe
- Melbourne "George Dusty" Miller – perkusja
- Sly Dunbar – perkusja
- Robert Lyn – instrumenty klawiszowe

### Personel
- Robert Murphy – inżynier dźwięku, miks
- Garfield McDonald – inżynier dźwięku, miks
- Marvin Pitterson – zdjęcia